# Falsoplatyxantha
Falsoplatyxantha es un género de insecto coleóptero de la familia Chrysomelidae.

## Especies
Las especies de este género son:
- Falsoplatyxantha aurantiaca Pic, 1927
- Falsoplatyxantha diversicornis Pic, 1931
- Falsoplatyxantha lineata Pic, 1928